# Alois Sedláček

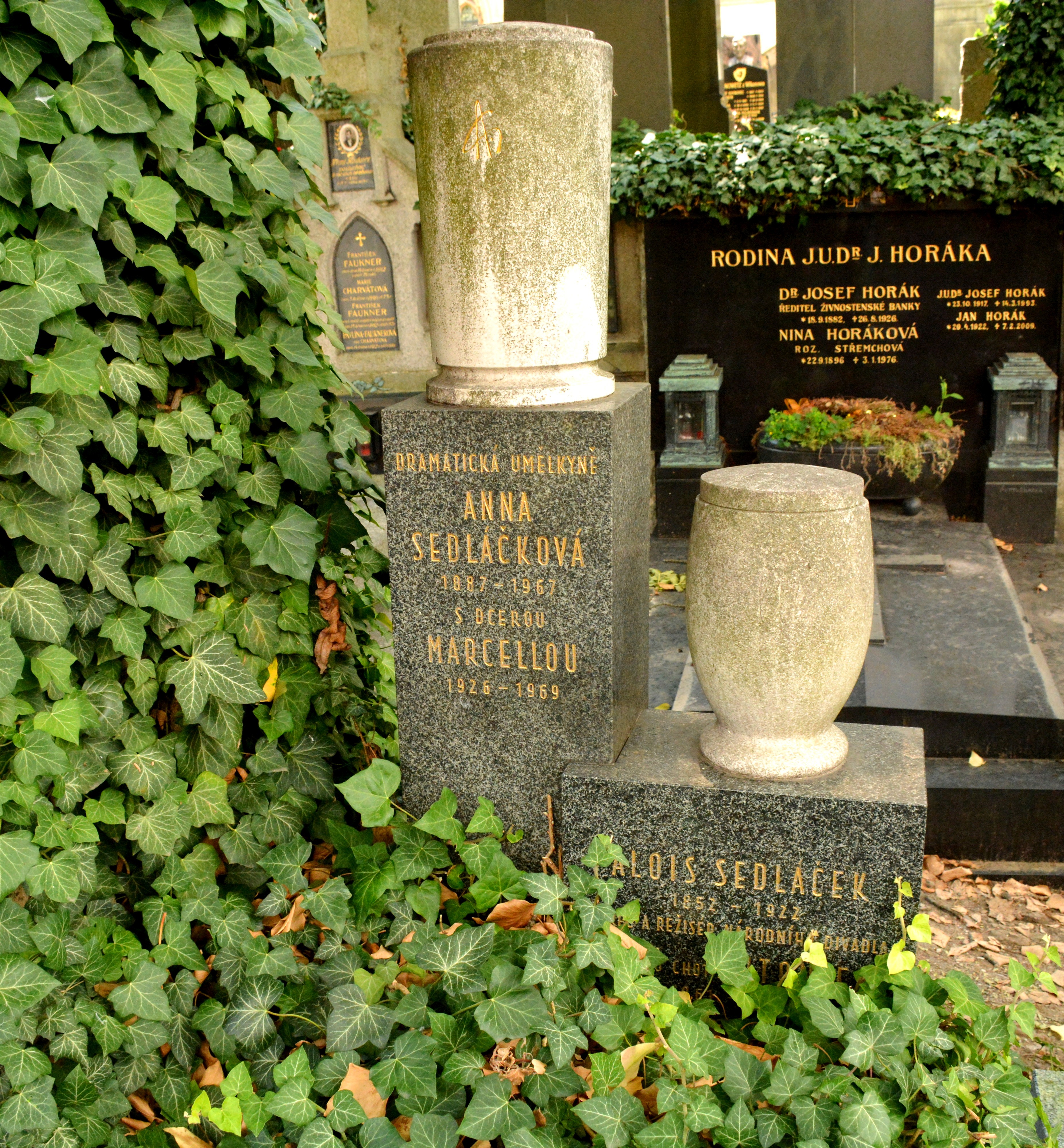
Hrob na Vyšehradském hřbitově v Praze

Alois Sedláček (11. prosince 1852 v Praze – 23. července 1922 v Praze) byl český herec a režisér, otec herců Anduly Sedláčkové a Járy Sedláčka.

## Život
Učil se sedlářem, v sedmnácti letech však odešel k divadlu. Prošel mnoha divadelními společnostmi – 1869/1870 u Josefa Emila Kramueleho, 1870/1871 u V. Svobody, 1872/1873 znovu u J. E. Kramuele, 1873 až 1875 u Pavla Švandy ze Semčic. V roce 1883 se oženil s Antonií Petříkovou. V letech 1878 – 1881 hrál v Prozatímním divadle, v letech 1881 až 1911 byl hercem a režisérem činohry Národního divadla v Praze, kde se uplatňoval zejména ve francouzských konverzačních hrách, byl oblíbeným lidovým komikem.
Historie zaznamenává Sedláčkovo vystoupení na první literární slavnosti „Máje“ na Žofíně, kterou pořádala Obec spisovatelů roku 1893. Alois Sedláček zde tehdy přednesl dosud neznámou báseň Balada o duši Jana Nerudy. V letech 1912 – 1914 hrál v několika filmech svého zetě, architekta a filmaře Maxe Urbana, který tehdy vlastnil filmovou společnost ASUM. Po 1. světové válce v letech 1918 – 1922 byl stálým hercem filmové společnosti Wetebfilm. Hlavní roli hostinského, který nepřeje vztahu své dcery s černým myslivcem, dostal v dochovaném němém filmu Černí myslivci na sklonku svého života.
Zemřel roku 1922 a je pohřben v hrobě č. 33 v sektoru 10–B na Vyšehradském hřbitově spolu se svou dcerou Andulou Sedláčkovou a vnučkou Marcellou Sedláčkovou, která také byla herečkou.

## Citát
| „             | Do souboru Národního divadla byl přijat mladý a velmi nadějný umělec – byl jím Alois Sedláček. Byl to krásný muž, ohnivého temperamentu a úžasného citu a nebylo divu, že se brzy stal velmi oblíbeným členem činohry. Záhy se oženil s dcerou zámožného pražského obchodníka a stal se otcem krásného synka. Ale Alois Sedláček toužil mít dcerku, byla to velká touha jeho duše, mít dcerušku; malou holčičku, s níž by se mohl laskat a chlubit....A přání se mu splnilo! Narodilo se mu roztomilé děvčátko! Alois Sedláček byl v sedmém nebi – o ničem jiném nemluvil než o své roztomilé holčičce – Andulka ji pokřtili! Alois o ní říkával: "Andulka se mi ze všech úloh nejlépe podařila!" | “ |
| — Rudolf Deyl | |   |

## Filmografie

### Filmové role
- 1912 Falešný hráč
- 1913 Estrella
- 1913 Idyla ze staré Prahy
- 1913 Konec milování – rodinný přítel
- 1913 Šaty dělají člověka
- 1914 Andula žárlí
- 1918 Láska si nedá poroučet
- 1919 Papá
- 1919 Sněženka z Tater
- 1919 Yorickova lebka
- 1920 Komediantka – železničář, otec maloměstské dívčiny
- 1921 Černí myslivci – hostinský
- 1921 Kříž u potoka – nejstarší radní
- 1922 Adam a Eva – otec
- 1922 Děvče z Podskalí – vorař Mestek, otec Pepči
- 1922 Marwille detektivem – vynálezce Robinson
- 1922 Noc tříkrálová – hračkář Jan Ondřej Košťál
- 1923 Madame Golvery